# Burton Snowboards
Burton Snowboards is een Amerikaans bedrijf, geleid door Jake Burton, dat snowboards maakte. Burton Snowboards heeft een eigen snowboardteam waar onder andere Shaun White voor rijdt.

## Snowboards en bindingen
Burton snowboards maakt diverse soorten snowboards, waaronder freestyle-, powder-, freeride- en allmountainboards. Burton maakt ook bindingen.
Enkele type boards
| Board       | Type                  |
| ----------- | --------------------- |
| Dominant    | Park                  |
| Powers      | Pipe                  |
| Royale      | Wide & All Terrain    |
| Fish        | Powder                |
| Shaun White | Freestyle             |
| Se7en       | All Terrain-freestyle |
| Feather     | Female -> All Terrain |
| Vapor       | High-End All Terrain  |

## Teamleden Burton Global
De volgende mensen zitten anno 2007 in het Burton Snowboard Team (Global):

### Mannen
| Naam                  | Thuisland        |
| --------------------- | ---------------- |
| Shaun White           | Verenigde Staten |
| Terje Haakonson       | Noorwegen        |
| Romain de Marchi      | Zwitserland      |
| Gigi Rüf              | Oostenrijk       |
| DCP                   | Canada           |
| JP Solberg            | Noorwegen        |
| Jussi Oksanen         | Finland          |
| Jeremy Jones          | Verenigde Staten |
| Keir Dillon           | Verenigde Staten |
| Trevor Andrew         | Canada           |
| Ross Powers           | Verenigde Staten |
| Tadashi Fuse          | Japan            |
| Frederik Kalbermatten | Zwitserland      |
| Nicolas Müller        | Zwitserland      |
| Heikki Sorsa          | Finland          |
| Mads Johnsson         | Noorwegen        |
| Seppe Smits           | België           |

### Vrouwen
| Naam                  | Thuisland        |
| --------------------- | ---------------- |
| Anne-Flore Marxer     | Zwitserland      |
| Anne Molin Kongsgaard | Noorwegen        |
| Victoria Jealouse     | Verenigde Staten |
| Hannah Teter          | Verenigde Staten |
| Kelly Clark           | Verenigde Staten |
| Natasza Zurek         | Canada           |